# Неслитный ук
Неслитный ук — буква кириллицы в старославянском архаическом алфавите из вытянутоугольного О и ижицы.

## Начертание
Чертится так: снизу — вытянутоугольная О, сверху — ижица, но появилось слитный ук «Ꙋ» связан = сверху — у внизу крючок, снизу вытянутошириная О.

## История начертания
- Раньше было: слева — у, справа — вытянутоугольная О
- в 1772 году, а потом 1863 году: слева — вытянутоугольная О, справа — у,
- в 1998 году: сверху — у, снизу — вытянутоугольная О,
- в 2011 году: сверху — ижица, снизу — вытянутоугольная О.